# Vilallonga de Ter
Vilallonga de Ter és un poble i municipi de la comarca del Ripollès i està situada al nord de la regió de l'Alt Ter. Se situa a la Vall de Camprodon i és travessat pel riu Ter. Entre els diversos nuclis de població que l'integren hi ha Tregurà de Dalt i Tregurà de Baix.

## Geografia
- Llista de topònims de Vilallonga de Ter (Orografia: muntanyes, serres, collades, indrets..; hidrografia: rius, fonts...; edificis: cases, masies, esglésies, etc).

L'extens terme municipal de Vilallonga de Ter(64,91 km²) té com a eix principal la vall del Ter, que el travessa en direcció N-SE, al seu sector de llevant, des de l'indret del santuari del Catllar (uns 12 km aigua avall del naixement del riu, dins el terme de Setcases) fins al castell de la Roca de Pelancà.
Al sector NW s'alcen els grans cims que separen les valls del Ter i del Freser; el puig de Pastuïra (2689 metres), el puig de Balandrau (2585 metres) i el puig Cerverís (2206 metres), al límit amb els termes de Queralbs i Pardines.
Al S arriba fins als vessants septentrionals de la Serra Cavallera, que el separa d'Ogassa. El límit de llevant és marcat per la serra de Faitús, que el separa de Llanars, amb el puig de les Agudes (1978 metres) com a cim destacat, termenal amb Llanars i Setcases.
A causa de l'altitud, per sobre dels 1000 m, el clima és fred, i els conreus es localitzen a la vall del Ter i valls subsidiàries arrecerades; hi ha boscos de freixes, roures, beços i grups de pins als sectors més baixos i propicis i grans sectors de pasturatges (que alimenten el bestiar boví i les ovelles) als punts més alts. Hi havia hagut fargues i molins i alguns punts d'extracció de mineral (reflectits en topònims, com les Mines, els Meners o la font dels Meners). També consta l'existència de paraires i teixidors de llana, lli i cànem a Vilallonga i fins a Abella als segles XVII i XVIII.
Des de la legislatura 2015-2019, l'alcaldessa és Monica Bonsoms Pastoret.

## Història
El lloc de Vilallonga és conegut des del 1011, i l'església de Sant Martí des del 1183. Al seu terme tenien propietats el monestir de Ripoll i el de Camprodon, però el domini senyorial era de la família Catllar o Descatllar, senyors del castell del Catllar, que s'aixecava en un penyal a la dreta del Ter, inaccessible per tres dels seus costats i envoltat en part pel Ter, prop del límit entre els termes de Vilallonga i Setcases.
Existia almenys des d'abans del 1070 (castell de Castlario), i donà origen al llinatge Descatllar, que, a més de dominar tot el terme de Vilallonga amb els seus agregats (llevat de Tregurà), foren senyors de Rocabruna (Garrotxa), i més tard del castell de Besora i altres dominis.
En foren membres destacats Damià Descatllar, que lluità aferrissadament a favor del retorn dels comtats de Rosselló i Cerdanya a la Corona d'Aragó a partir del 1472, i LLuís Descatllar, governador del castell de Llívia, com molts dels seus antecessors, que fou acusat d'haver cedit el castell als francesos a l'inici de la Guerra dels Segadors. La branca principal d'aquesta família s'extingí el 1789; del castell no hi ha restes visibles.
Fins a la publicació del Reial Decret de 27 de juny de 1916 el municipi es deia simplement Vilallonga.

## Demografia
| Entitat de població    | Habitants (2023) |
| Vilallonga de Ter      | 248              |
| Abella                 | 37               |
| la Roca                | 29               |
| Tregurà de Baix        | 24               |
| Tregurà de Dalt        | 21               |
| el Veïnat del Comalet  | 19               |
| Llebro                 | 12               |
| el Cros                | 8                |
| el Veïnat de Vallvigil | 1                |
| el Catllar             | 0                |
| Font: Idescat          |                  |

| 1497 f | 1515 f | 1553 f | 1717 | 1787  | 1857  | 1877  | 1887  | 1900  | 1910  |
| ------ | ------ | ------ | ---- | ----- | ----- | ----- | ----- | ----- | ----- |
| 55     | 56     | 40     | 555  | 1.050 | 1.216 | 1.138 | 1.154 | 1.167 | 1.374 |

| 1920  | 1930  | 1940 | 1950 | 1960 | 1970 | 1981 | 1990 | 1992 | 1994 |
| ----- | ----- | ---- | ---- | ---- | ---- | ---- | ---- | ---- | ---- |
| 1.195 | 1.075 | 871  | 877  | 703  | 578  | 452  | 436  | 426  | 426  |

| 1996 | 1998 | 2000 | 2002 | 2004 | 2006 | 2008 | 2010 | 2012 | 2014 |
| ---- | ---- | ---- | ---- | ---- | ---- | ---- | ---- | ---- | ---- |
| 416  | 423  | 421  | 432  | 425  | 448  | 477  | 477  | 466  | 421  |

| 2016 | 2018 | 2020 | 2022 | 2024 | 2026 | 2028 | 2030 | 2032 | 2034 |
| ---- | ---- | ---- | ---- | ---- | ---- | ---- | ---- | ---- | ---- |
| 400  | 404  | 398  | 410  | 395  | -    | -    | -    | -    | -    |